# 褶痕厚纹蟹
褶痕厚纹蟹（学名：Pachygrapsus plicatus）为方蟹科厚纹蟹属的动物。分布于日本、夏威夷、新喀里多尼亚、马达加斯加、东非以及中国大陆的西沙群岛等地，生活环境为海水，主要栖息于潮间带浅水中。